# Rencontres Chaland
 (octobre 2018).
Les Rencontres Chaland sont un festival de bande dessinée ayant lieu tous les ans à Nérac depuis 2008.

## Historique
Yves Chaland est un auteur français se rattachant à la ligne claire et au style atome. Vivant à Nérac, il est décédé à 33 ans en 1990.
En 2008, Isabelle Beaumenay Joannet, sa veuve, aidée d'amis dessinateurs, fonde les rencontres annuelles autour de l'œuvre de son mari dans la ville où il a vécu. Ce festival présente des expositions et conférences sur Yves Chaland et réunit des auteurs revendiquant son influence.

## Invités d'honneur
Depuis la deuxième édition, un invité d'honneur est nommé chaque année. Il s'agit d'un auteur qui a revendiqué l'influence de Chaland. L'invité d'honneur réalise l'affiche des rencontres et fait l'objet d'une exposition en parallèle de celle consacrée à un aspect de l'œuvre de Chaland.
| Année | Auteur                          | Nationalité |
| ----- | ------------------------------- | ----------- |
| 2009  | Ted Benoît                      | France      |
| 2010  | Joost Swarte                    | Pays-Bas    |
| 2011  | Zep                             | Suisse      |
| 2012  | François Avril                  | France      |
| 2013  | Serge Clerc                     | France      |
| 2014  | Charles Burns                   | États-Unis  |
| 2015  | David Prudhomme & Pascal Rabaté | France      |
| 2016  | Loustal                         | France      |
| 2017  | Lorenzo Mattotti                | Italie      |
| 2018  | Frank Margerin                  | France      |
| 2019  | Catel                           | France      |
| 2020  | Floc'h                          | France      |